# Aizenay
Aizenay és un municipi francès situat al departament de Vendée i a la regió de País del Loira. L'any 2007 tenia 7.573 habitants.

## Demografia

### Població
El 2007 la població de fet d'Aizenay era de 7.573 persones. Hi havia 2.874 famílies de les quals 672 eren unipersonals (296 homes vivint sols i 376 dones vivint soles), 950 parelles sense fills, 1.106 parelles amb fills i 146 famílies monoparentals amb fills.
La població ha evolucionat segons el següent gràfic:
Habitants censats

### Habitatges
El 2007 hi havia 3.083 habitatges, 2.917 eren l'habitatge principal de la família, 86 eren segones residències i 81 estaven desocupats. 2.861 eren cases i 202 eren apartaments. Dels 2.917 habitatges principals, 2.127 estaven ocupats pels seus propietaris, 757 estaven llogats i ocupats pels llogaters i 33 estaven cedits a títol gratuït; 15 tenien una cambra, 151 en tenien dues, 436 en tenien tres, 871 en tenien quatre i 1.444 en tenien cinc o més. 2.346 habitatges disposaven pel capbaix d'una plaça de pàrquing. A 1.237 habitatges hi havia un automòbil i a 1.478 n'hi havia dos o més.

### Piràmide de població
La piràmide de població per edats i sexe el 2009 era:
| Homes | Edats   | Dones |
| ----- | ------- | ----- |
| 0     | 95 o +  | 8     |
| 4     | 90 a 94 | 28    |
| 36    | 85 a 89 | 52    |
| 16    | 80 a 84 | 36    |
| 92    | 75 a 79 | 128   |
| 156   | 70 a 74 | 164   |
| 136   | 65 a 69 | 164   |
| 116   | 60 a 64 | 164   |
| 88    | 55 a 59 | 72    |
| 212   | 50 a 54 | 196   |
| 312   | 45 a 49 | 260   |
| 188   | 40 a 44 | 200   |
| 284   | 35 a 39 | 224   |
| 220   | 30 a 34 | 212   |
| 220   | 25 a 29 | 200   |
| 188   | 20 a 24 | 144   |
| 216   | 15 a 19 | 232   |
| 216   | 10 a 14 | 180   |
| 160   | 5 a 9   | 232   |
| 192   | 0 a 4   | 156   |

## Economia
El 2007 la població en edat de treballar era de 4.762 persones, 3.762 eren actives i 1.000 eren inactives. De les 3.762 persones actives 3.548 estaven ocupades (1.919 homes i 1.629 dones) i 214 estaven aturades (86 homes i 128 dones). De les 1.000 persones inactives 325 estaven jubilades, 364 estaven estudiant i 311 estaven classificades com a «altres inactius».

### Ingressos
El 2009 a Aizenay hi havia 3.097 unitats fiscals que integraven 7.976,5 persones, la mediana anual d'ingressos fiscals per persona era de 17.224 €.

### Activitats econòmiques
Dels 364 establiments que hi havia el 2007, 3 eren d'empreses extractives, 12 d'empreses alimentàries, 1 d'una empresa de fabricació d'elements pel transport, 31 d'empreses de fabricació d'altres productes industrials, 65 d'empreses de construcció, 74 d'empreses de comerç i reparació d'automòbils, 12 d'empreses de transport, 18 d'empreses d'hostatgeria i restauració, 3 d'empreses d'informació i comunicació, 26 d'empreses financeres, 19 d'empreses immobiliàries, 38 d'empreses de serveis, 39 d'entitats de l'administració pública i 23 d'empreses classificades com a «altres activitats de serveis».
Dels 110 establiments de servei als particulars que hi havia el 2009, 1 era una oficina de correu, 5 oficines bancàries, 1 funerària, 13 tallers de reparació d'automòbils i de material agrícola, 1 taller d'inspecció tècnica de vehicles, 1 autoescola, 10 paletes, 12 guixaires pintors, 14 fusteries, 8 lampisteries, 7 electricistes, 3 empreses de construcció, 8 perruqueries, 3 veterinaris, 2 agències de treball temporal, 7 restaurants, 9 agències immobiliàries, 2 tintoreries i 3 salons de bellesa.
Dels 25 establiments comercials que hi havia el 2009, 1 era un hipermercat, 2 supermercats, 1 una gran superfície de material de bricolatge, 1 una botiga de més de 120 m², 4 fleques, 1 una carnisseria, 1 una peixateria, 1 una llibreria, 3 botigues de roba, 1 una sabateria, 1 una botiga d'electrodomèstics, 1 una botiga de material esportiu, 3 drogueries, 1 una joieria i 3 floristeries.
L'any 2000 a Aizenay hi havia 104 explotacions agrícoles que ocupaven un total de 5.530 hectàrees.

## Equipaments sanitaris i escolars
El 2009 hi havia 1 psiquiàtric, 3 farmàcies i 1 ambulància.
El 2009 hi havia 2 escoles maternals i 2 escoles elementals. Aizenay disposava de 2 col·legis d'educació secundària amb 846 alumnes.

## Poblacions més properes
El següent diagrama mostra les poblacions més properes.